# ندومباسری
ندومباسری (به انگلیسی: Nedumbassery) یک منطقهٔ مسکونی در هند است که در بخش ارناکولام واقع شده‌است. ندومباسری ۲۸٬۶۰۷ نفر جمعیت دارد و ۸ متر بالاتر از سطح دریا واقع شده‌است.